# 美保神社
35°33′44″N 133°18′22″E / 35.562311°N 133.306047°E
美保神社（日语：／ Miho-jinja */?）是日本島根縣松江市美保關町美保關的神社，社格是式內小社、國幣中社和別表神社，祭神是三穗津姬命和事代主神，為日本3385座供奉事代主神的惠比壽社的總本宮，與出雲大社形成雙參拜。
氏子方面，《日本社寺大觀》稱是376戶，《神社名鑑》和《全國神社名鑒》均稱是299戶，崇敬者有50萬人，《式內社調查報告》則指是290戶左右，氏子地區是美保關，崇敬者約有10萬人。
文化財方面，「美保神社本殿 附棟札18枚」是重要文化財，「諸手船」、「美保神社奉納鳴物」和「反子」是重要有形民俗文化財，「彩牋墨書業平集斷簡」是重要美術品，「紙本墨書手鑑」、「鱶舟」和「木舟」是島根縣指定文化財，「美保神社拜殿」是登錄有形文化財，「蒼柴垣神事」則是選擇無形民俗文化財。

## 位置與名稱

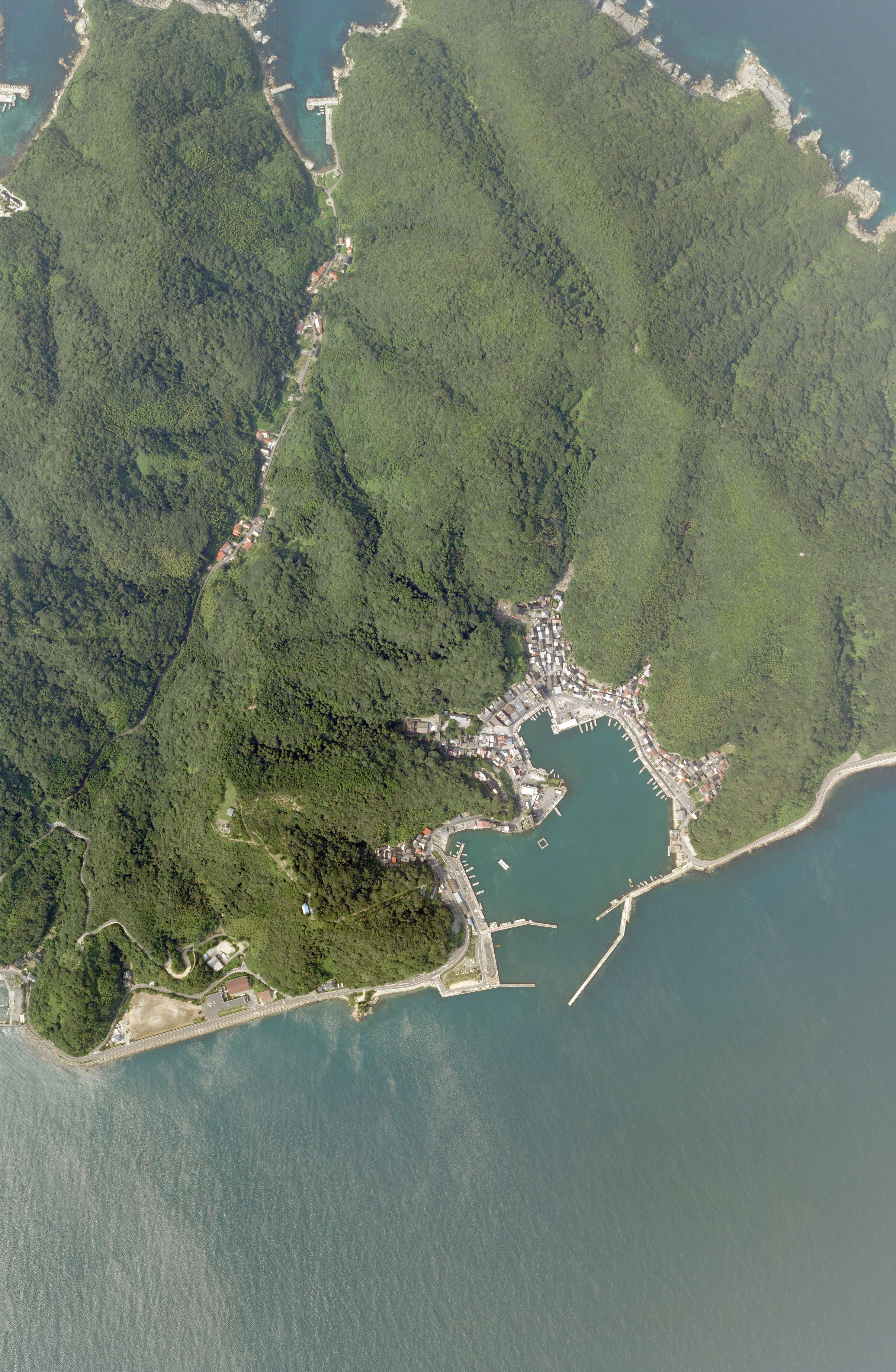
神社一帶

神社位於島根半島東部，東南面是美保灣，行政區劃方面原屬出雲國島根郡美保鄉，後為島根郡美保關村、八束郡美保關村和美保關町，字是泊小路，原本位於海邊，1928年擴建後才往西遷移至現址。
美保源於祭神三穗津姬命的「三穗」，兩者在日語的發音均是Miho（みほ），《出雲國風土記》中稱為「美保社」，「美保神社」的稱呼則見於《延喜式神名帳》和《伊呂波字類抄》，根據收錄於《橫山家文書》內寶曆13年（1763年）的《伯樣御用覺》記載，天文3年（1534年）時仍然以此為稱呼。
《伯樣御用覺》也記載在天正11年（1583年）時神社稱為「美保兩社」，《日本歷史地名大系》稱神社的通稱是「美保兩大明神」和「關之明神」，《式內社調查報告》則指神社從古代至中世以「美保神社」為稱呼，近世時又稱為「美保關大明神」或「美保兩社大明神」，直至明治時才重新使用「美保神社」作為名稱。

## 歷史
根據神社說法，當地曾經出土4世紀時的勾玉碎片以及推測用於求雨的6世紀後半時的土馬，因此當地在古墳時代以前可能舉行過祭祀儀式。其後，神社雖然記載於天平5年（733年）編撰的《出雲國風土記》以及延長5年（927年）的《延喜式》，不過未見於《續日本紀》等文獻，因此推測神社沒有神階。在中世時，美保關雖然作為後鳥羽上皇和後醍醐天皇流放至隱岐國時的名稱見於《增鏡》、《太平記》和《梅松論》等文獻，但是卻沒有記載道神社。直至永祿12年（1569年），神社的名稱才記載於《雲陽軍實記》和《陰德太平記》，當時山中幸盛和立原久綱等人曾經在美保關合戰時於神社稍作休息。神社的社殿和寶物等也毀於這場戰火。文祿5年（1596年）5月，根據神社的「美保神社造立棟札」記載，由於吉川廣家就文祿之役向神明祈願而興建「美保關兩社御殿眾寶莊嚴所」，因此推測神社在此時獲其重建。
慶長6年（1601年），神社獲出雲國主堀尾氏寄進銀子70錢。根據石塚尊俊的說法，神社自此代代獲寄進銀子，就算國主變成京極氏和松平氏也仍然持續。不過，根據《式內社調查報告》說法，僅有在松平氏入主的寬永15年（1638年）以至延寶2年（1674年）、正德4年（1714年）、延享2年（1745年）、明和7年（1770年）、文化4年（1807年）和文政11年（1828年）有寄進銀子，《日本歷史地名大系》則引述《新修島根縣史》指從寬永16年（1639年）開始每年寄進。石高方面，根據收錄於《圓成寺文書》內的《堀尾忠晴給帳》記載，神社當時的領地達14石。幕末時，松江藩藩主松平定安特別寄進至國內的神社，神社也在此時獲寄進20石，明治元年（1868年）時加增至30石，均為藏米。
寶曆2年（1752年），神社曾經失火，於明和5年（1768年）重建，寬政12年（1800年）又再次發生火災，於文化10年（1813年）重建，弘化2年（1845年）時則曾經進行修建。明治5年（1872年），神社獲列為鄉社，1874年升為縣社，1885年4月22日再升至國幣中社。1928年，神社進行擴建，向西遷移。1948年9月30日，神社本廳制定「幹部和職員去留相關規定」（役職員進退に関する規程，《規程第15號》），神社列於其中第五條提到的「記載於別表的神社」（別表に掲げる神社）之內，即別表神社。2010年，境外末社久具谷社受到大雪吹襲而倒塌，直至2019年12月才完成重建。2021年4月11日，電影《神在月的孩子》的主角蒔田彩珠前來參拜神社。2022年9月1日，東京奧運女子羽量級拳擊金牌得主入江聖奈前來參拜久具谷社。

## 境內
根據《日本社寺大觀》記載，神社境內面積達4519坪（約14938.84平方），其中平地佔1150坪（約3801.65平方），山林則是3369坪（約11137.19平方），《神社名鑑》和《全國神社名鑒》均稱是20050坪（約66280.99平方），《美保關町誌》指是21141坪（約69887.6平方），《式內社調查報告》則主張是69764.58平方公里。
- 左殿（大御前）
- 右殿（二御前）

本殿佔地22.5坪（約74.38平方），連同向拜部分達31.34坪（約103.6平方），整體長19尺5寸（約5.91），寬41尺（約12.42），從地基計算的高度達21尺（約6.36），建有16尺4寸（約4.97）的向拜。文化10年9月24日（1813年10月17日），本殿以當地的松樹建成，最初是柿葺，1928年境內擴建時換成檜皮葺，並且向西遷移100米以及拆除中央部分的樓梯。結構上，本殿由兩座13尺（約3.94）的大社造社殿、連接兩者的裝束間以及前方的獅子間組成，建築風格為延伸自大社造的美保造，也稱作比翼大社造，此建築風格在當地以神社的本殿最為古老，而且規模最大。
右方的社殿稱為左殿或大御前，供奉有祭神三穗津姬命，左方的社殿稱為右殿或二御前，供奉有祭神事代主神，左殿和右殿之間是裝束間，建有大后社（祭神是神屋楯比賣命和沼河比賣命）、姬子社（祭神是媛蹈鞴五十鈴媛命和五十鈴依媛命）和神使社（稻背脛社，祭神是稻背脛）作為配神。1968年6月7日，本殿獲指定為島根縣指定文化財，1982年2月16日獲指定為重要文化財。1998年曾經解體修理，並且遷宮。
- 右前方為拜殿
- 神門

拜殿佔地61.5坪（約203.31平方），為長16米寬12米的切妻造建築。由伊東忠太和明治神宮造營局的木村米次郎設計，文化廳稱建於1924年，神社則指是1928年，建築材料是日本扁柏，屋頂最初是柿葺，1998年時改為檜皮葺。拜殿模仿船庫而建，四周均沒有牆壁，也沒有天花板，加上環山而建，其音響效果促使不少音樂活動在此舉行。2022年6月29日，拜殿獲登錄為登錄有形文化財。神門和回廊也與拜殿同樣以日本扁柏建成，柿葺屋頂採用日本柳杉，建於1928年。
- 若宮社
- 宮御前社

| 若宮社         | 今宮社   | 秘社 | 宮御前社 | 宮荒神社                       | 船靈社   | 稻荷社   |
| -------------- | -------- | ---- | -------- | ------------------------------ | -------- | -------- |
| 天日方奇日方命 | 太田政清 | 不明 | 埴山姬命 | 奧津比賣命 土之御祖神 奧津彥神 | 天鳥船神 | 倉稻魂命 |

| 沖之御前                               | 地之御前            | 客人社 （合祀幸魂社）        | 天王社                       | 地主社                   | 久具谷社              | 久具谷社              |
| -------------------------------------- | ------------------- | ---------------------------- | ---------------------------- | ------------------------ | --------------------- | --------------------- |
| 事代主命 活玉依媛命                    | 事代主命 活玉依媛命 | 大國主命 （大物主命）        | 三穗津姬命                   | 事代主命 或 御穗須須美命 | 國津荒魂神 多邇具久命 | 國津荒魂神 多邇具久命 |
| 客社 （合祀切木社和幸神社）            | 糺社                | 筑紫社                       | 和田津見社                   | 天神社                   | 市惠美須社            | 濱惠美須社            |
| 建御名方神 （久久能智神） （猨田彥神） | 久延毘古命          | 市杵嶋姬命 田心姬命 湍津姬命 | 大綿津見神 豐玉彥命 豐玉姬命 | 少彥名命                 | 事代主命              | 事代主命              |

## 祭事
| 朝御饌祭（每日） 夕御饌祭（每日） 月首祭（1月以外每月1日） 月次祭（4月以外每月7日） | |      | |      | |
| 1月                                                                                 | 歲旦祭（1月1日） 新年朝拜（1月1日至1月3日） 元三祈願祭（1月1日至1月3日） 日供始祭（1月2日） 境外末社巡拜（1月3日） 元始祭（1月3日） 採摘七草（1月5日） 糺社拜禮（1月6日） 末社年始詣（1月6日） 神樂始（1月6日） 初惠比壽祭（1月7日） 昭和天皇遙拜式（1月7日） 濱惠美須社祭（1月13日） 獻上望粥（1月14日） 爆竹祭（1月14日） | 2月  | 節分祭（節分） 紀元祭（2月11日） 祈年祭以及敬神講社春季大祭（2月17日） 糺社祭（2月22日） 天長祭（2月23日） 初午獻供（2月初午） | 3月  | 春分祭（春分） |
| 4月                                                                                 | 神武天皇遙拜式（4月3日） 例大祭（青柴垣神事，4月7日） 漁幸祭（4月13日） 久具谷社祭（4月28日） | 5月  | 憲法紀念祭（5月3日） 神迎神事（5月5日） 兒童祭（5月5日）                                                                       | 6月  | 獻上端午節的粽（6月5日） 五穀豐收祈願結束奉告祭（6月30日） 大祓式（6月30日） 和田津見社祭（舊曆6月15日） 筑紫社祭（舊曆6月17日） |
| 7月                                                                                 | 市惠美須社祭（7月7日） 船靈社祭（7月12日） 天王社祭（7月14日） 幸魂社祭（7月16日） | 8月  | 濱惠美須社祭（8月1日） 蟲探神事（8月7日） 糺社祭（8月22日）                                                                    | 9月  | 敬老祭和氏子祭（敬老之日） 秋分祭（秋分） |
| 10月                                                                                | 御穗社祭（10月7日） 神宮祭（神嘗奉祝祭，10月17日） 久具谷社祭（10月28日） | 11月 | 客社祭（11月1日） 明治祭（11月3日） 地主社祭（11月28日）                                                                       | 12月 | 天神社祭（12月1日） 新嘗祭和敬神講社秋季大祭（12月3日） 客人社祭（12月3日） 諸手船神事（12月3日） 御煤拂式（12月21日） 大麻派發祭（12月25日） 釜祓祈禱（12月25日） 掛上注連繩（12月28日） 御酒供事（12月29日） 境外末社歲晚詣（12月29日） 大祓式（12月31日） 奉納神樂（12月31日） 大御饌供進（12月31日） 連擊太鼓（12月31日） |

神社的祭事由神社以及稱為「役前」的氏子祭祀組織一同負責，役前是神社獨有的頭屋制度，由頭人、一之當、二之當、客人當、上席休番和下席休番，總共6名組成。每年，首先從號稱為神明子孫的16家或18家中抽籤選出一之當和二之當，為期一年，任期結束後為稱為準官，仍然會參與各種神事，一之當和二之當合稱為當屋，成為當屋的條件是必需是長子、15歲以上、父親是準官、三年內沒有親戚死去以及已婚。
客人當負責為境外末社客人社服務，從33歲至56歲的準官中抽籤選出，為期一年，任期結束後自動轉為下席休番。下席休番和上席休番合稱為休番，休番是指成為頭人的修行期間，成為下席休番的一年後轉為上席休番，再一年後自動成為頭人。頭人是役前的領袖，其修行以及對生活的限制也相對更嚴格，為期一年，任期結束為自動成為上官，每年從其中選出數人負責主持神事。
役前每天也要在子時穿上羽織和下馱參拜神社、頭人宮以及末社等地，參拜前還要先在海裡洗滌，如果途中遇到其他人的話會被視為穢，必須再次回到海裡洗滌。此外，役前如果在外地住宿而無法在當日參拜的話，翌日則要參拜兩次，進食時也要自己獨自在神棚下進行，並且需要使用專用的膳和筷子，也不能吃雞肉和雞蛋。還有夫婦需要分床睡以及關上佛壇等來迴避一切死穢。
青柴垣神事源於事代主神在國讓時藏身於青柴垣的傳說，為祈求豐收的春祭。從3月31日的晚上開始，由當屋通知眾人神事將要舉行，4月1日開始各種準備以及舉行儀式，4月6日開始裝飾船隻，4月7日舉行青柴垣神事本祭，兩艘船均會出海，其後舉行各種儀式直至4月12日才完全結束，同時也是役前換人的事期。1973年11月5日，青柴垣神事以「蒼柴垣神事」名義獲選為選擇無形民俗文化財。諸手船神事源於事代主神在國讓時答允乘坐諸手船而來的使者的傳說，為感謝稻米的恩惠的秋祭，從11月27日開始準備以及舉行各種儀式，12月3日當天則乘船前往客人社。1955年2月3日，用於諸手船神事中的諸手船獲指定為重要有形民俗文化財。2014年，美保神社大祭奉贊會憑這兩項神事獲得三得利地域文化獎。

## 外部連結
- . 美保神社.   [2023-11-01]. （原始内容存档于2023-12-11） （日语）.
- . 島根縣觀光聯盟.   [2023-11-01]. （原始内容存档于2023-12-08） （日语）.
- . 美保關地域觀光振興協議會.   [2023-11-01]. （原始内容存档于2023-11-01） （日语）.